# Il Monaco che vinse l'Apocalisse
Il Monaco che vinse l'Apocalisse is de titel van een Italiaanse tragikomedie uit 2024, geregisseerd door Jordan River en gebaseerd op de apocalyps beschreven door de mysticus Joachim van Fiore.

## Prijzen
- Best Script Awards (London, UK)
  - 2024 - Best Script Award[1]
- Global Music Awards (Los Angeles, USA)
  - 2024 - Gold Medal Original Score[2]
- Accolade Global Film Competition (Los Angeles, USA)
  - 2024 - Award of Excellence Original Score
- Your Way International Film Festival (Malta)
  - 2024 - Best Original Score
- Tracks Music Awards  (Los Angeles, USA)
  - 2024 - Best Original Score
- Septimius Awards (Amsterdam, Netherlands)
  - 2024 - Nomination Best Costume Design
  - 2024 - Nomination Best Soundtrack
  - 2024 - Nomination Best Makeup & Hairstyling
  - 2024 - Nomination Best European Actor.[3]
- Terni International Film Festival.[4]
  - 2024 - Best Film
  - 2024 - Best Photography
  - 2024 - Best Scenography
  - 2024 - Best VFX
- 78° Festival internazionale del cinema di Salerno
  - 2024 - Best Film.[5]